# Gene Bradley in geheimer Mission
Gene Bradley in geheimer Mission ist eine britische Krimiserie, die zwischen 1972 und 1973 entstand.

## Handlung
Gene Bradley ist ein gefeierter Filmstar, der im internationalen Jetset zuhause ist und sich in verschiedenen Geschäftsfeldern engagiert. Insgeheim arbeitet er jedoch als Geheimagent für den US-amerikanischen Nachrichtendienst. Sein Vorgesetzter ist Mr. Parminter, bei seinen Fällen steht ihm sein Partner Gavin Jones zur Seite. Bradley ist berufsbedingt in der Lage, in die verschiedensten Rollen zu schlüpfen.

## Hintergrund
Die Serie wies viele Parallelen zu anderen Serien ihrer Zeit auf, vor allem zur ebenfalls von Monty Berman produzierten Krimiserie Jason King, in welcher der Hauptdarsteller ein Bestsellerautor ist, der nebenbei für den Geheimdienst arbeitet.
Ebenso wie Jason King konnte Gene Bradley in geheimer Mission die früheren Erfolge von Berman nicht wiederholen. Nachdem die Serie nach einer Staffel abgesetzt wurde, zog sich Berman aus dem Fernsehgeschäft zurück.